# Ivrea
Ivrea (Ivreja in piemontese, Invreja in dialetto canavesano, Ivreya in patois valdostano, Eebri nella variante walser Töitschu, Ivrée in francese) è un comune italiano di 22 520 abitanti nella città metropolitana di Torino in Piemonte. È situata nella zona storico-geografica del Canavese, della quale viene considerata il capoluogo.
Il 1º luglio 2018 è entrata a far parte del patrimonio mondiale dell’UNESCO (54º sito italiano). Il 16 febbraio 2022 è stata nominata dal Ministro della cultura Dario Franceschini Capitale italiana del libro 2022.

## Geografia fisica

### Territorio
Ivrea si trova a un'altitudine di circa 267 m s.l.m., poco lontana dall'ingresso della Valle d'Aosta. È bagnata dal fiume Dora Baltea, affluente del Po, ed è collocata in un'area formatasi da un grande ghiacciaio del Pleistocene, il quale trasportò nel tempo numerosi detriti che andarono a formare una serie di rilievi morenici, tra cui la cosiddetta Serra Morenica, considerata la collina più lunga, massiccia e dritta del mondo, circa 25 km, e che separa il Canavese settentrionale dal Biellese. La particolare disposizione delle strutture moreniche infatti, tende a formare un vero e proprio anfiteatro geologico.
In seguito al ritiro dell'ultima glaciazione (9700 a.C. circa), la zona si arricchì di numerosi laghi morenici, che ancora oggi circondano la città.
Essi sono principalmente cinque, il lago Sirio, il lago San Michele (verso Chiaverano), il lago Pistono a Montalto Dora, il lago Nero (tra Montalto Dora e Borgofranco) e il lago di Campagna a Cascinette. Poco più lontano si trovano anche il lago di Viverone (al confine con la provincia di Biella) e il lago di Candia (nel basso Canavese), oltre ad altri vari piccoli specchi d'acqua sparsi.
Strategico crocevia viario già in tempi remoti, a ovest di Ivrea è possibile raggiungere la Valchiusella, mentre a nord la regione Valle d'Aosta. A est si diparte la strada per Vercelli e Milano. A nordest, quella per Biella, distante solamente 20 km in linea d'aria e 35 km su strada.
Il centro storico di Ivrea s'inerpica su una collina che porta al Castello sabaudo e al Duomo, mentre la parte moderna si estende in piano, occupando entrambe le sponde della Dora Baltea e i territori circostanti.
Verso sud si accede invece al Canavese, verso Torino. Nel 1468, per volere di Jolanda di Francia, venne costruito il cosiddetto Naviglio di Ivrea, un canale irriguo destinato a rifornire di acqua le risaie del vercellese e che, essendo in origine navigabile, permetteva il collegamento tra Ivrea e Vercelli.

### Clima
Il clima è di tipo temperato, mite e relativamente umido. Gli inverni sono raramente rigidi
con in media 90 gelate notturne.
La temperatura media a gennaio è 1,2 °C, quella a luglio 23,1 °C.
Le precipitazioni medie annue consistono in 982 mm, il mese più piovoso è maggio (125 mm), quello meno piovoso/nevoso è gennaio (32 mm).
Questo regime di precipitazioni definisce quindi due stagioni, estate e inverno, più secche e due stagioni più piovose, primavera e autunno.
Primavera e inverno hanno caratteristiche più marcate.
Da notare che negli ultimi anni le temperature estive si attestano oltre i 35 °C durante le ore pomeridiane nel mese di luglio.

## Origini del nome
Il nome latino della città fu Eporedia, di probabile origine celtica. Il toponimo potrebbe quindi derivare dalla divinità celtica Epona, in particolare dalla contrazione dei termini gallici epo, affine al greco antico hippos, ("cavallo"), e reda, cioè "carro a quattro ruote", indicandola come già strategica stazione viaria di carri equestri per gli accessi cisalpini. Il nome evolse quindi in varie varianti, quali Iporeia, quindi Ivreia, Ivrea.

## Storia
La città fu fondata intorno al V secolo a.C. dai Salassi, un popolo d'origine celtica stabilitosi nel Canavese. A partire dal I secolo a.C. fu infatti colonia romana, collocata a presidio della via militare che dalla pianura piemontese si spingeva nelle valli della Dora Baltea. Particolarmente rilevanti, tra le testimonianze archeologiche di questo periodo, sono i ruderi dell'anfiteatro, collocato a breve distanza dall'attuale centro storico. In seguito mutò nome in Augusta Eporedia. Nel periodo longobardo invece, Ivrea diventò sede dell'omonimo ducato, tra il VI e il VIII secolo. All'inizio del secolo IX, Ivrea diventò contea e marca, sotto il regno franco, attraverso la nascente dinastia Anscarica. Qui, dopo un periodo di contrasti con Warmondo (potente vescovo della città), nell'anno 1000 fu acquisita dal marchese Arduino da Pombia il quale, l'anno dopo, a Pavia, verrà eletto Re da una dieta di principi e signori contro il volere dell'imperatore Ottone III di Sassonia. La città Ivrea acquisì grande importanza all'interno del Regno d'Italia.

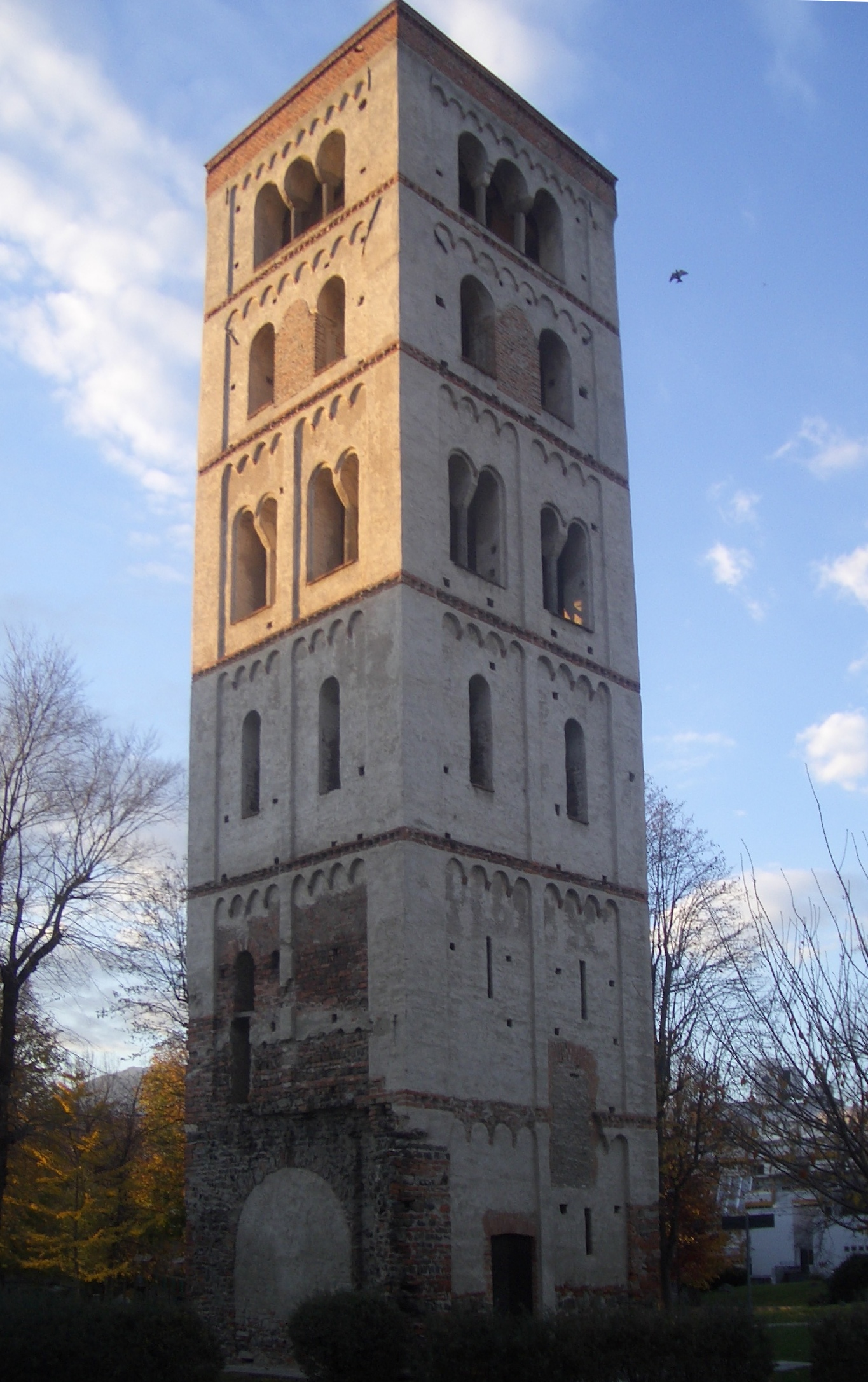
Torre Santo Stefano, XI secolo

Re Arduino, in forte contrasto sia con la chiesa di Ivrea sia con quella di Vercelli, fu scomunicato dal papa Silvestro II, e restò sul trono fino al 1014, anno in cui abbandonò la lotta ritirandosi nell'abbazia di Fruttuaria dove morì nel 1018. Sul finire dell'XI secolo, dopo il periodo degli Arduinidi, Ivrea tornò a essere dominata dalla signoria vescovile. Ricordo di questo periodo è l'ancor esistente Torre di Santo Stefano, alla fine di corso Botta, fortemente voluta e sovvenzionata dal papa Niccolò II per riaffermare il potere sulla città, all'epoca utilizzata come campanile dell'adiacente monastero di benedettini (oggi scomparso), distaccamento dell'abbazia di Fruttuaria di San Benigno Canavese.
Nella seconda metà del secolo XII tentò di affermarsi il potere politico dei marchesi del Monferrato, istituendo il territorio del "comune di Ivrea e Canavese", ma destinato comunque a soccombere nei primi decenni del secolo successivo. Nel 1238, l'imperatore Federico II pose la città sotto il suo dominio; nel seguito, la signoria della città tornerà a essere disputata tra il vescovo di Ivrea, il marchese del Monferrato e altri potentati, tra cui il conte di Savoia. Nel 1356, Ivrea passò, dunque, sotto il dominio del Conte Verde di Savoia e, nella seconda metà del secolo XIV, la città assistette alla rivolta contadina contro i soprusi dei nobili canavesani che va sotto il nome di "tuchinaggio". Fatta eccezione di brevi periodi di occupazione spagnola e poi francese nel secolo XVI, Ivrea rimase alle dipendenze dei Savoia praticamente per tutto il periodo tra il XV e il XVIII secolo.
Il 26 maggio 1800, Napoleone venne accolto a Ivrea insieme alle sue truppe vittoriose. Sotto il dominio napoleonico Ivrea fu capoluogo del Département de la Doire, uno dei cinque in cui era stato suddiviso il Piemonte; tuttavia, nel 1814 la città, così come il resto del Piemonte, ritornò ai Savoia, con Vittorio Emanuele I, re di Sardegna. Dal 1859 al 1927 Ivrea diventò il capoluogo dell'omonimo circondario, uno dei cinque in cui era suddivisa la provincia di Torino del Regno di Sardegna, fino all'Unità d'Italia. Il XX secolo vide la città protagonista di un nuovo polo industriale, con la fondazione della prestigiosa fabbrica di macchine per scrivere Olivetti, a partire dal 1908. Nel 1927 la città, insieme a ben altri 112 comuni dell'alto Canavese, viene annessa alla Valle d'Aosta, per costituire una nuova Provincia di Aosta. Tale annessione verrà sciolta nel 1945, per ritornare sotto la Provincia di Torino. Sul finire degli anni novanta, con il declino dell'Olivetti, l'economia della città subirà un duro colpo; qualche anno più tardi, la città diventerà la sede italiana della società di telecomunicazioni mobile Vodafone Italia.

### Simboli
Lo stemma della Città di Ivrea è stato riconosciuto con decreto del capo del Governo del 9 agosto 1936.
Il gonfalone è un drappo partito di rosso e di bianco riccamente ornato di ricami d'oro.

## Monumenti e luoghi d'interesse

### Architetture religiose

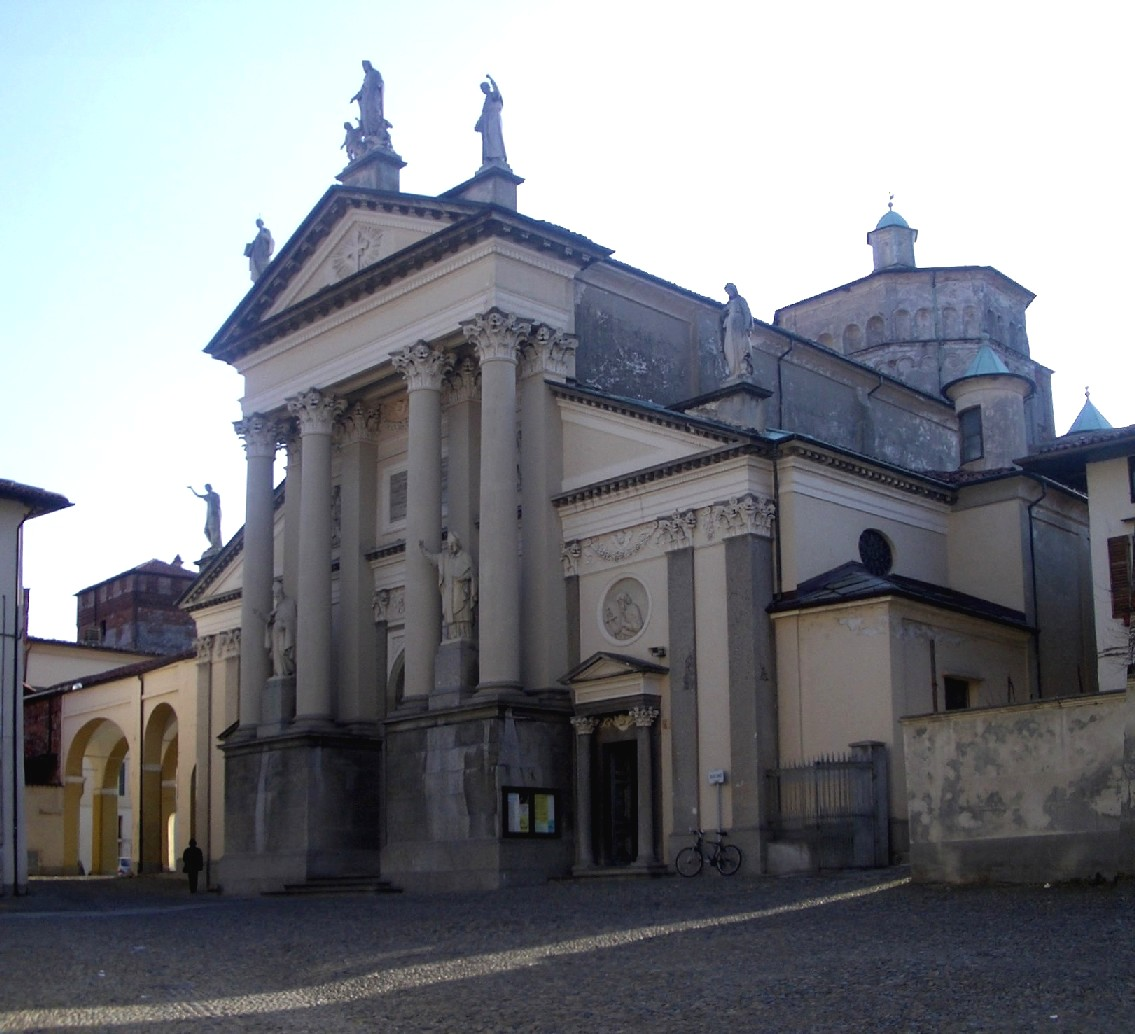
La Cattedrale

- Cattedrale di Ivrea. Il Duomo di Ivrea sorge sull'omonima piazza sull'altura nord-ovest del centro storico, ed è collegato al Palazzo del Vescovado tramite un collegamento coperto. Il ritrovamento di resti romani nelle parti più antiche della chiesa, o rinvenuti durante gli scavi ottocenteschi, fanno ritenere che fosse già presente, fin dal I secolo a.C., un tempio in asse col sottostante teatro (di cui sono ancora visibili alcune tracce). Il tempio fu poi trasformato in chiesa cristiana, tra la fine del IV e l'inizio del V secolo, quando venne istituita la Diocesi. Espanso verso il 1000 per iniziativa del vescovo Warmondo, si conservano oggi, dell'antica struttura romanica, due campanili, le colonne visibili nel deambulatorio dietro l'abside e la cripta affrescata (contenente un antico sarcofago romano, che la tradizione vuole abbia poi conservato le spoglie di San Besso, compatrono di Ivrea assieme a San Savino). Nel corso della ricostruzione avvenuta nel XII secolo, in seguito a un terremoto di entità relativamente importante nel Nord Italia del 1117, la cattedrale cambiò la propria fisionomia, adottando una pianta assai più simile a quella odierna. Nel 1516 poi, il vescovo Bonifacio Ferrero fece edificare una nuova facciata, con un portico in stile bramantesco che sostituì l'antica facciata romanica. Nel 1854 venne a sua volta sostituita dall'attuale facciata neoclassica, ideata dall'architetto Gaetano Bertolotti.
- Chiesa di San Nicola da Tolentino. Sulla stessa piazza del Duomo, di fianco, si trova anche la chiesa di San Nicola da Tolentino, eretta nel 1605 a cura dell'omonima confraternita, e che presenta molteplici elementi di interesse storico e artistico (facciata, affreschi e sculture lignee di stile barocco).
- Chiesa di San Gaudenzio. È una piccola chiesa di architettura tardo barocca edificata tra il 1716 e il 1724, attribuita all'architetto sabaudo Luigi Andrea Guibert. L'edificio sorge su una piccola altura, un tempo fuori dell'abitato di Ivrea, mentre oggi è completamente circondata (tranne la facciata) dallo sviluppo urbano. All'interno è conservato un notevole ciclo di affreschi di Luca Rossetti da Orta con scene dedicate alla vita di San Gaudenzio, santo del IV secolo che si ritiene nativo di Ivrea.
- Chiesa di Sant'Ulderico. La prima chiesa venne eretta negli anni immediatamente successivi alla canonizzazione di Ulrico di Augusta. Gli interni dell'edificio subirono un rifacimento totale secondo la moda barocca nel settecento.

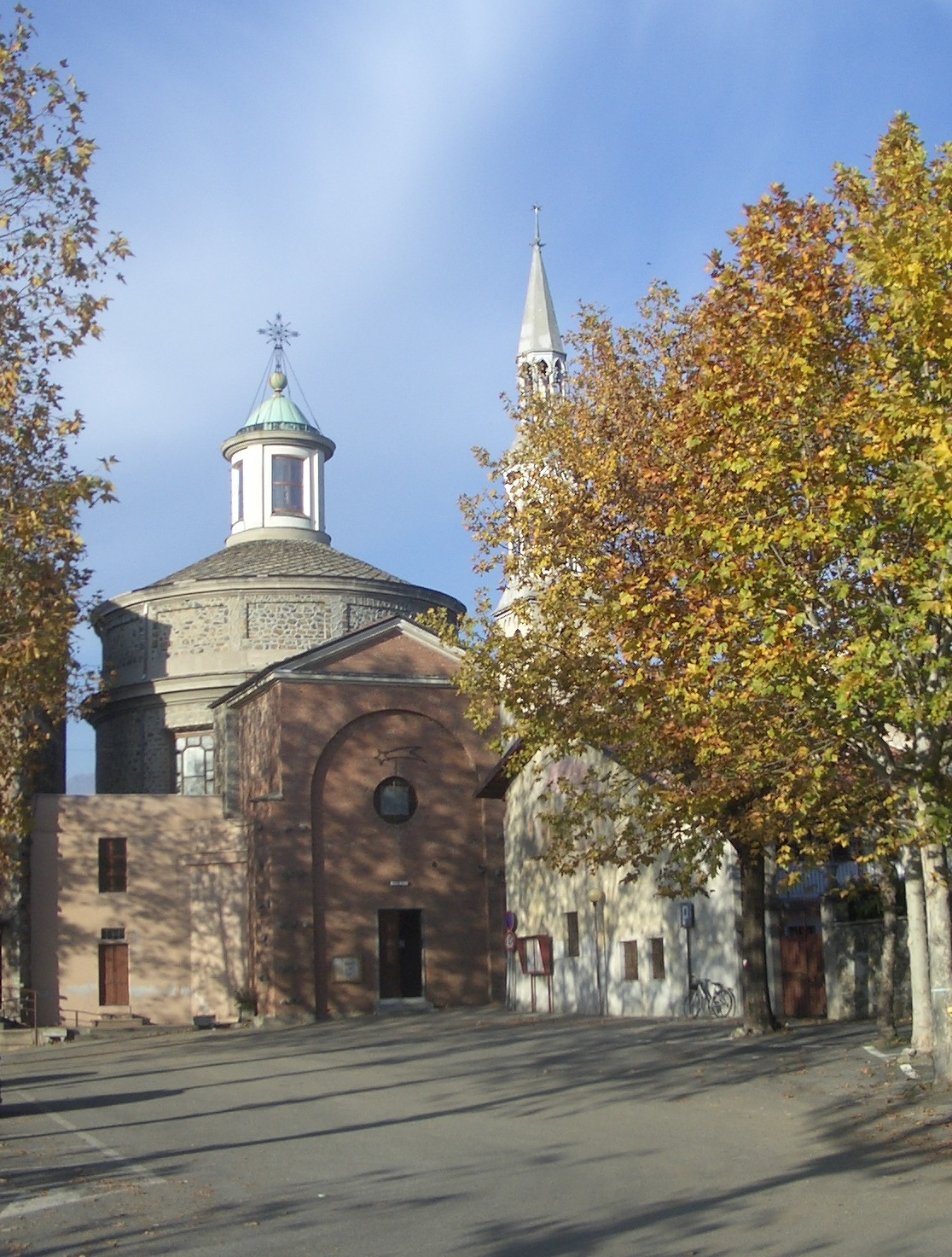
Il Santuario di Monte Stella

- Santuario di Monte Stella con la Cappella dei Tre Re. Il santuario è un luogo devozionale posto su una collina che si erge nei pressi della piazza del mercato, lungo la quale si snoda una Via Crucis. Proseguendo in salita oltre al Santuario, si giunge alla Cappella dei Tre Re, nella quale si trova un affresco recentemente restaurato (Natività e Santi Rocco e Sebastiano) di scuola spanzottiana. Il santuario venne edificato nel 1627, ma al giorno d'oggi solo il campanile è rimasto integro. Il resto della costruzione, ovvero il tempio a pianta circolare, risale al XIX secolo. Per quanto riguarda la Cappella dei Tre Re, l'anno di edificazione risale al 1220: la tradizione vuole che sia stato san Francesco, di passaggio da Ivrea, a suggerirne la costruzione. La cappella ha un'architettura romanica.[17]
- Chiesa di Santa Croce. La chiesa, situata in via Arduino 9, fu fondata nel 1622 come oratorio della confraternita del Suffragio. Contiene al suo interno un elegante altare (1749), un coro ligneo (1695) e specialmente un importante ciclo di affreschi realizzato nel 1753 e nel 1751 da Luca Rossetti da Orta.
- Chiesa di San Bernardino, decentrata rispetto al centro storico, nell'area industriale Olivetti di via Jervis. È in stile gotico, di modeste proporzioni, costruita insieme all'annesso convento nel 1455 dall'ordine francescano dai frati minori. L'edificio venne quindi completato nel 1457, a pianta quadrangolare con volte a crociera. Nel 1465 ebbero luogo dei lavori di ampliamento, con la costruzione di una navata per l'accesso al pubblico e di due cappelle laterali. Il monastero iniziò il suo declino verso la fine del XVI secolo e nel Settecento il complesso subì un ulteriore degrado a causa delle successive occupazioni militari, sino alla conquista napoleonica e all'abolizione delle proprietà ecclesiastiche. Nel 1910 Camillo Olivetti acquistò il complesso per trasformarlo nella sua abitazione, mentre tra il 1955 e il 1958 il figlio Adriano Olivetti trasformò il tutto in sede per i servizi sociali e per le attività dopolavoristiche dei dipendenti dell'Olivetti. La chiesa di San Bernardino conserva al proprio interno un ciclo di affreschi sulla Vita e Passione di Cristo, realizzato tra il 1485 e il 1490 da Giovanni Martino Spanzotti e restaurato negli anni cinquanta grazie all'operato di Adriano Olivetti.
- Chiesa di San Grato Vescovo, situata nel rione Borghetto, risale al XVIII secolo.
- Chiesa di San Lorenzo, in stile romanico; di antica origine ma più volte modificata nel tempo.
- Sinagoga di Ivrea. Venne edificata nel 1870 in seguito all'espansione della comunità ebraica. L'edificio sorge in via Quattro Martiri nel centro storico della città. Dopo un periodo di abbandono, venne ristrutturato nel 1999 e usato anche per lo svolgimento di varie attività culturali.

### Architetture civili
Municipio e Piazza Nazionale

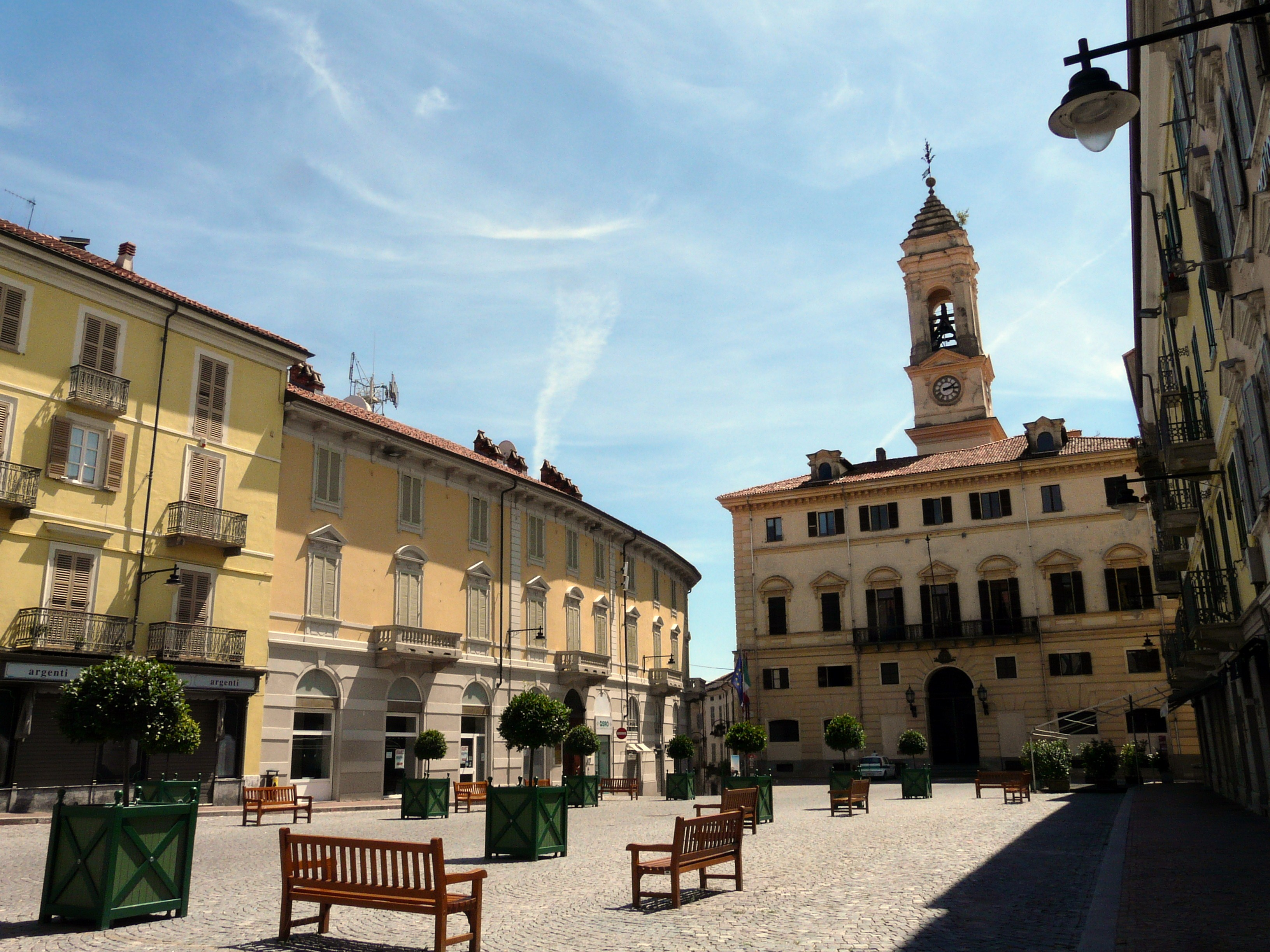
Municipio di Ivrea e la piazza Ferruccio Nazionale

La piazza principale storica di Ivrea, sebbene sia una delle più piccole, è situata nell'antico borgo storico e divide in due parti la via centrale, cioè via Palestro-via Arduino. Anticamente, veniva chiamata Piazza Palazzo di Città o, più semplicemente Piazza di Città, un nome ancora rimasto nell'odierno linguaggio popolare. Essa ospitava alcuni edifici, tra cui un antico ospedale, il De Burgo, dismesso nel 1750 e sostituito dall'attuale Palazzo di Città, cioè il Palazzo Civico, sede del Municipio, su disegni dell'architetto Giovanni Battista Borra, e dal quale spicca l'alto campanile con orologio. Di fronte al Palazzo di Città sorge invece la romanica chiesa di Sant'Ulderico e il Palazzo della Congregazione di Carità. Con la nascita di Vittorio Emanuele I (1759), la piazza fu prima intitolata al Re, ma, in seguito, fu rinominata Piazza Ferruccio Nazionale, in ricordo del partigiano qui impiccato nel 1944.
Il Palazzo della Credenza
Antico edificio gotico del XIV secolo, sede del Consiglio Comunale (costituito dai cosiddetti Credendari) al tempo del libero Comune di Ivrea.
Il Ponte Vecchio e il Borghetto

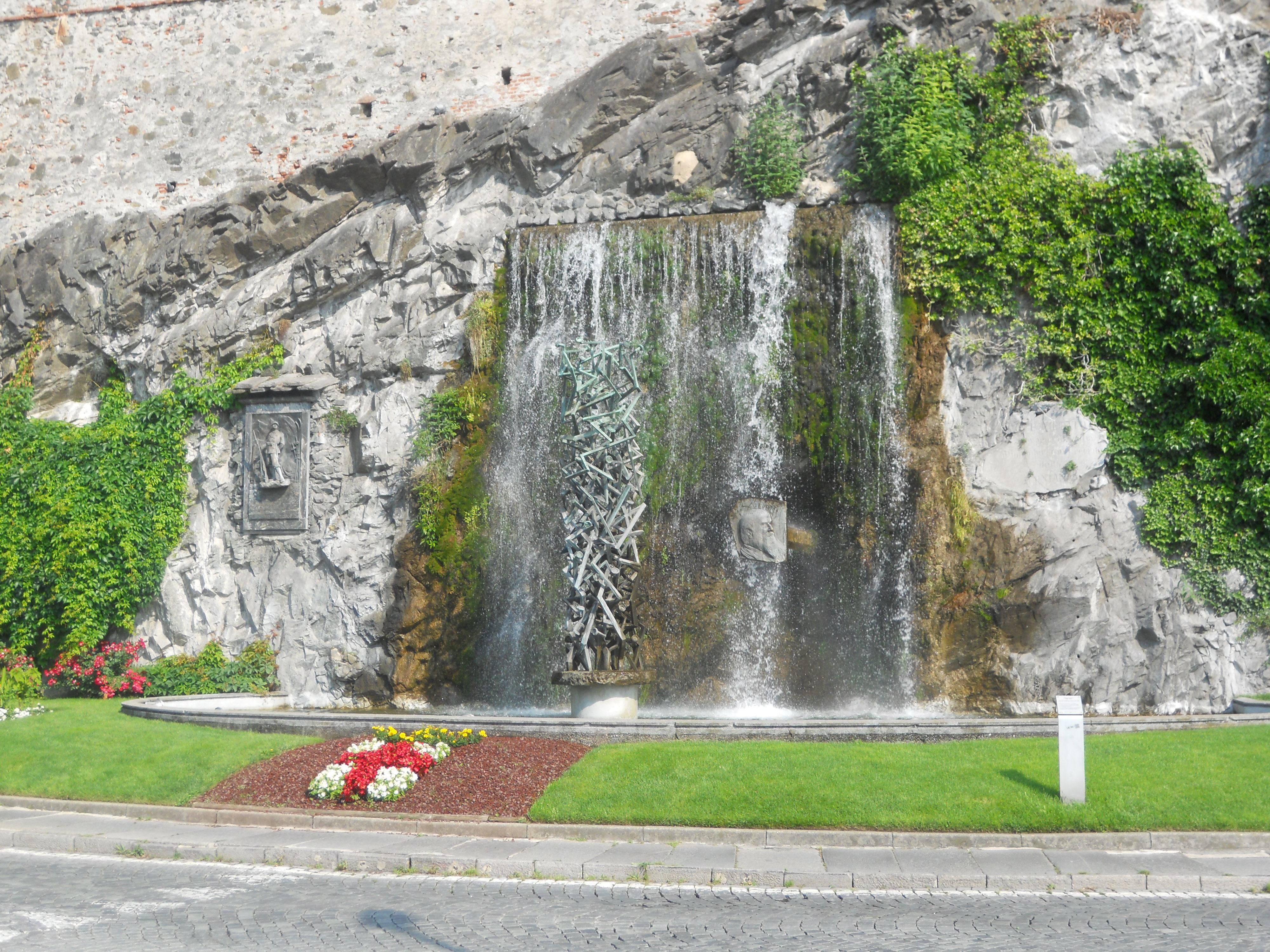
La Fontana Camillo Olivetti

La zona della città caratterizzata dal Ponte Vecchio si riferisce al ponte romano costruito intorno al III secolo che oltrepassava la Dora Baltea e portava fuori le mura difensive, nel cosiddetto Borghetto, un arroccamento di antiche case e botteghe artigianali, successivamente racchiuso da mura difensive a tre accessi, rispettivamente verso Banchette, Pavone e Torino. Nei secoli successivi, il ponte fu rifatto in legno, mentre nel Medioevo fu rinforzato e provvisto di due torrette, di cui quella esterna aveva anche un ponte levatoio. Intorno al XVII secolo il legno fu sostituito da un ponte in muratura, quindi ancora rinforzato nel secolo successivo, e successivamente allargato nel 1830.
Oggi il ponte è ancora pienamente funzionante, costituendo l'inizio dell'attuale via Gozzano strada che attraversa il sopracitato Borghetto, ma per la viabilità principale viene utilizzato il ponte adiacente, di costruzione più recente, il Ponte Adriano Olivetti, su corso Nigra, area di edilizia liberty e tardo-ottocentesca cui appartengono, tra gli altri, la Villa Luisa, la Villa Ravera e il Palazzo Ravera. In fronte a esso si accede al romantico Lungo Dora, con una grande e artistica fontana dedicata a Camillo Olivetti, fondatore dell'omonima fabbrica, opera dello scultore Emilio Greco nel 1957.

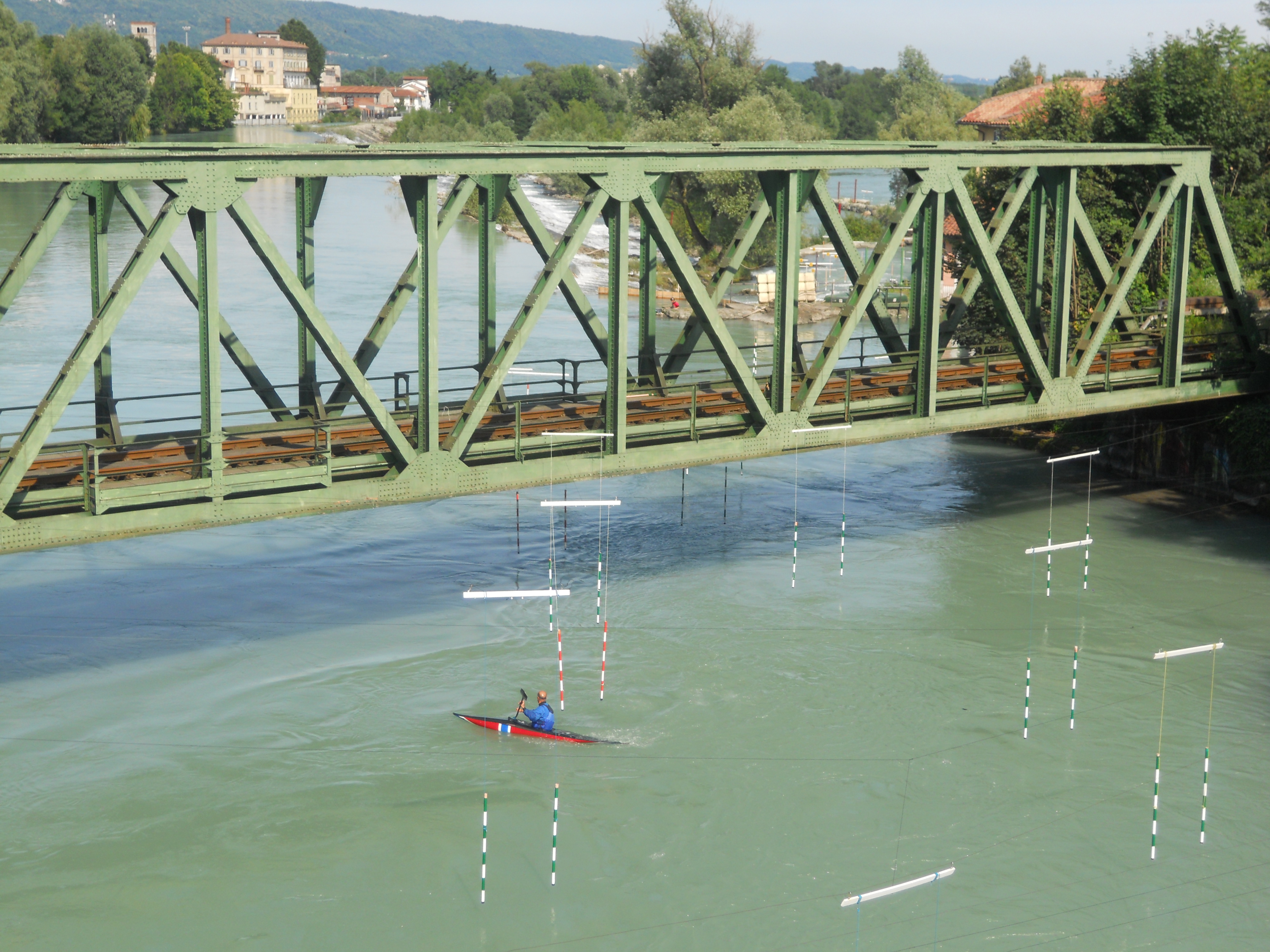
Ponte di ferro sulla Dora Baltea

Vi è infine un terzo ponte parallelo di ferro, il ponte della Ferrovia, costruito nel 1885, su cui passa la linea Chivasso-Aosta.
Il Borghetto è dominato dal monte Ferroglietto, sul quale un tempo trovava posto un forte difensivo noto come la Cittadella. Oggi, al suo posto, vi sorge Villa Chiampo, ex-dimora di Giacomo Chiampo, sindaco di Ivrea dal 1888 al 1895.
La Torre di Santo Stefano
Come già detto, la torre di Santo Stefano fu il campanile dell'omonima abbazia benedettina dell'XI secolo, costruita per volere del vescovo Enrico. Poco si conosce riguardo alla struttura originale del complesso, dato che al giorno d'oggi sono rimaste poche testimonianze storiche. La torre (e quindi l'abbazia) venne costruita con laterizio di probabile origina romana, mentre da un punto di vista architettonico risulta essere un esempio di architettura romanica canavesana. L'abbazia venne distrutta parzialmente durante il dominio francese nel 1558, per ordine del maresciallo Carlo I di Cossé conte di Brissac, e successivamente nel 1757 per mano del conte Perrone. Quest'ultimo volle ampliare il giardino del suo palazzo (oggi noto come Palazzo Giusiana), che un tempo si affacciava sull'area. Il risultato fu la distruzione completa del complesso, eccezion fatta per la torre campanaria che ancora oggi si trova nei giardini pubblici di Ivrea. Nei primi anni 2000, la torre è stata sottoposta a un profondo restauro. Di fronte a essa sorge, sulla Dora, il Palazzo dei Bagni.
La Torre dei Tallianti
Antica torre romanica eretta tra il XII e il XIII secolo, si trova non lontano dalla Torre di Santo Stefano nelle vicinanze dei Giardini Giusiana.
Teatro Giacosa
Fu costruito nel 1829, su progetto dell'architetto Maurizio Storero, che era stato incaricato dall'Amministrazione Comunale di costruire un Nuovo Teatro Civico. Con uno spettacolo, rappresentato il 30 novembre, nel 1922 il Teatro Civico venne intitolato a Giuseppe Giacosa, su proposta di Salvator Gotta, nativo di Montalto Dora, una cittadina dell'eporediese.
Cinema Giuseppe Boaro

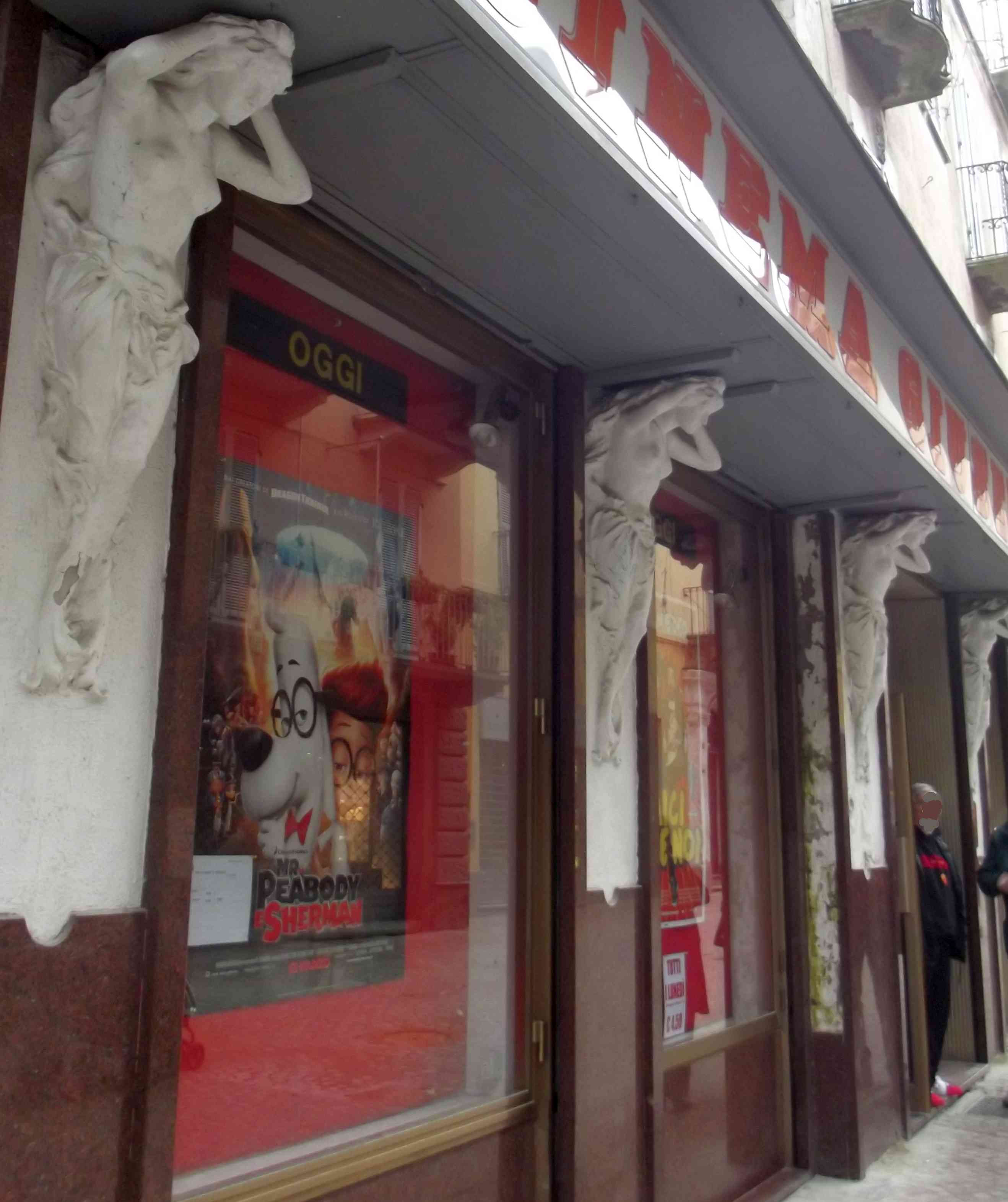
Il cinema nel 2014

Costruito nel 1910, è uno dei primi cinema italiani. Giuseppe Boaro, stando a quanto riportato sull'insegna del cinema, è stato il primo che diede in Italia rappresentazioni di cinematografia, microscopia e raggi X nei principali teatri e nel teatro reale nel 1897. È situato quasi all'entrata di via Palestro, la via principale del centro storico. Il cinema, opportunamente ristrutturato, è tuttora attivo e ospita l'unica sala per proiezioni 3D della città.

Villa Castiglia
Villa Castiglia, nota anche come La Castiglia, è uno storico edificio della città di Ivrea.
Villa Casana
Villa Casana, già Villa Carpenetto, venne edificata quale residenza di villeggiatura dai marchesi di Carpenetto. Dal 1987 è sede dell'Archivio storico Olivetti.
Casa Ferrando
Nel quartiere di San Lorenzo si trova la Casa Ferrando, di stile neogotico.
Casa degli Stria
Edificio medievale situato nel centro della città.

### Architetture militari

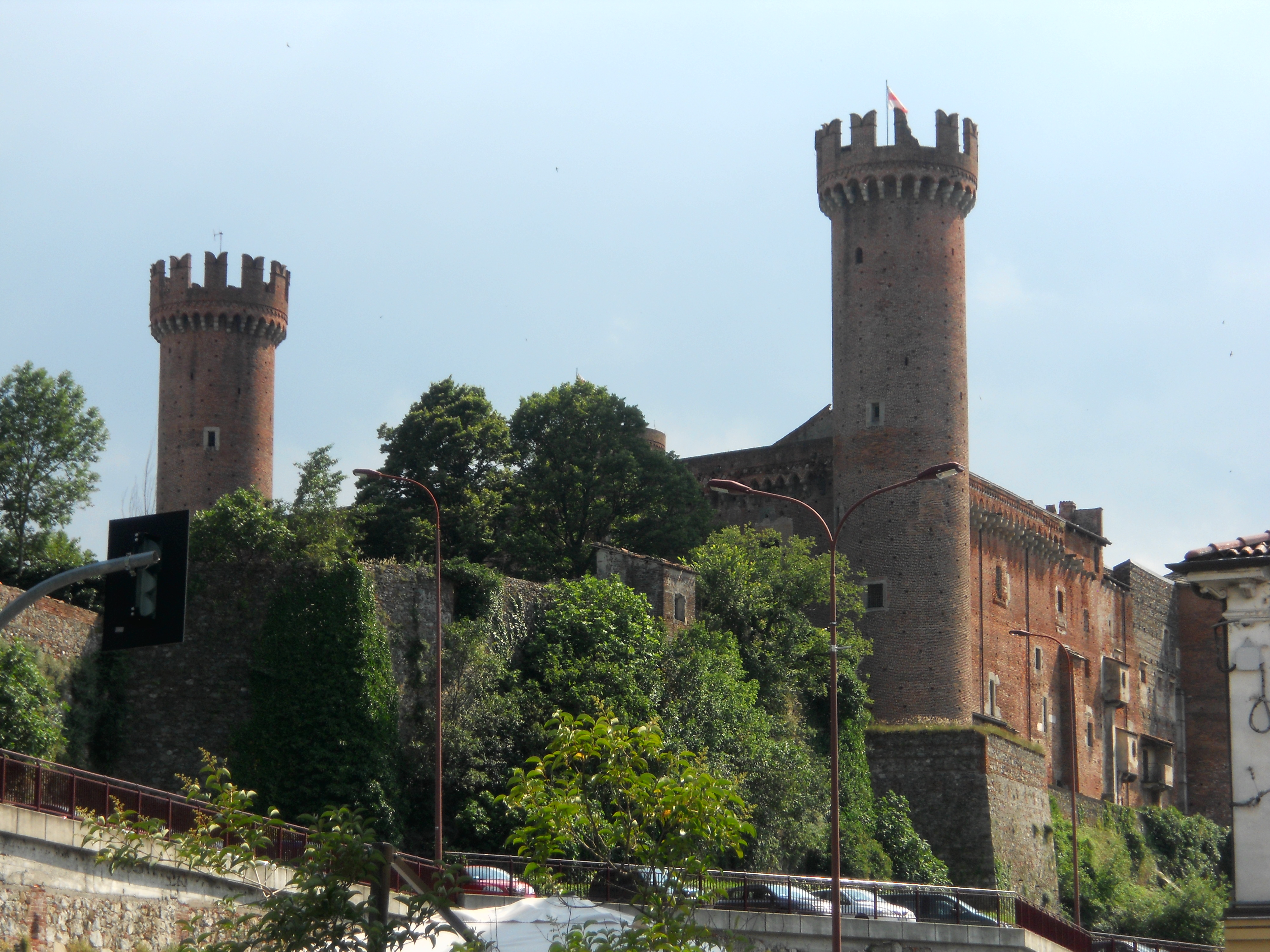
Veduta del castello di Ivrea

Il Castello Sabaudo di Ivrea
Celebrato anche da Carducci, nel verso citato in testa a questa pagina, il castello delle tre torri è un po' l'emblema della città. Fatto edificare (1357) da Amedeo VI di Savoia; realizzato interamente in mattoni, a pianta trapezoidale con quattro torri circolari poste a suoi vertici, era stato pensato come fortificazione difensiva (funzione che poi non svolse rivelandosi insufficiente, con l'introduzione della polvere da sparo, a sostenere i colpi dell'artiglieria).
 Adibito a ricovero, un fulmine fece esplodere, nel 1676, una delle quattro torri utilizzata come deposito di munizioni: non venne più ricostruita. Già utilizzato come carcere, oggi è saltuariamente sede di mostre e manifestazioni.

### Vie e piazze
- Via Palestro
- Piazza Pietro Ottinetti
- Via Arduino
- Corso Costantino Nigra

### Siti archeologici
Vestigia romane
Costruito attorno alla metà del I secolo d.C. nei pressi della strada per Vercelli, si pensa che potesse ospitare più di diecimila spettatori. Nell'area archeologica è anche compresa una villa preesistente, della quale alcune strutture murarie furono inglobate nell'anfiteatro.
Nell'alveo della Dora sono collocate, all'incirca all'altezza del liceo Botta, le vestigia dell'antico Pons Major, edificato nel I secolo d.C. in forme monumentali.

### Aree naturali
- Boschi e Paludi di Bellavista (SIC/ZSC), condiviso con Pavone Canavese.

## Società

### Evoluzione demografica
Abitanti censiti

### Etnie e minoranze straniere
Al 31 dicembre 2020, sono 2 046 gli stranieri che vivono nel comune di Ivrea, pari all'8,88% della popolazione.
Le nazionalità maggiormente rappresentate sono:
| Pos. | Cittadinanza | Popolazione |
| ---- | ------------ | ----------- |
| 1    | Romania      | 882         |
| 2    | Marocco      | 281         |
| 3    | Nigeria      | 79          |
| 4    | Cina         | 67          |
| 5    | Albania      | 64          |
| 6    | Moldavia     | 57          |
| 7    | Brasile      | 38          |
| 8    | Senegal      | 34          |
| 9    | Perù         | 33          |
| 10   | Pakistan     | 32          |

#### La comunità ebraica di Ivrea
Ivrea è dal XV secolo sede di una piccola ma significativa comunità ebraica. A testimonianza della sua storia rimangono la sinagoga ottocentesca e il cimitero ebraico di via Mulini. All'interno del Duomo si può trovare il tetragramma biblico nella sua forma ebraica, iscritto in un triangolo dorato e abbellito con decorazioni floreali.

## Cultura

### Istruzione
Il sistema scolastico cittadino offre una formazione fino al livello universitario.
Oltre alle scuole materne, elementari e medie sono presenti istituti tecnici, professionali e licei, tra i quali lo storico Liceo classico Carlo Botta e il Liceo scientifico Antonio Gramsci.
Nel 1893 fu fondato l'Istituto Salesiano "Card. Cagliero" dal 1922 al 2003 scuola di formazione degli aspiranti missionari salesiani di tutta Italia.
A livello universitario è presente un corso di laurea in Infermieristica.
È inoltre presente, su iniziativa di alcuni cittadini, l'"Università popolare della terza età e dell'educazione permanente (UNI3Ivrea)"
.
Sorta da oltre 30 anni, ha una notevole offerta di corsi e conta al momento circa 1500 iscritti e propone circa 80 corsi articolati su più livelli.

#### Biblioteche
A Ivrea sono presenti diverse biblioteche. La principale è la Biblioteca Civica la quale è inserita nel sistema bibliotecario di Ivrea e Canavese. Quest'ultimo è un sistema di 76 biblioteche pubbliche nato nel 1978 con lo scopo di agevolare i servizi sul territorio il cui catalogo è consultabile online
.
La Biblioteca Civica di Ivrea conta su 179 640 libri e opuscoli a stampa, 1 625 periodici, 945 audiovisivi e accesso a Internet
.

##### Biblioteca Capitolare
La Biblioteca Capitolare è situata nei locali del Seminario, nei pressi del Duomo, conserva un'importante collezione di "codici miniati" compresi tra il secolo VII e il secolo XV. Tra essi il Sacramentarium Episcopi Warmundi dell'anno 1002, codice membranaceo di 444 pagine, con molteplici miniature e lettere iniziali auree.

### Musei

#### Il Museo civico P.A. Garda
Conserva reperti archeologici, etnografici e artistici (tra di essi un presepe ligneo databile verso il 1470, proveniente dalla Cappella dei Tre Re). Il museo è importante per la preziosa collezione di lacche giapponesi e di altri oggetti d'arte orientale (oltre 500 opere) donati nel 1874 alla città di Ivrea da Pier Alessandro Garda. Il museo comprende, inoltre, reperti provenienti dalla raccolta di palazzo Giusiana, prima sede del museo. La collezione di Garda comprende oggetti provenienti da Giappone, mentre da palazzo Giusiana troviamo diversi oggetti cinesi e di provenienza asiatica. Il settore più numeroso della collezione è composto da oggetti in metallo, seguiti da quelli in lacca, porcellana e da pitture.

#### Museo all'aperto di architettura moderna (MAAM)

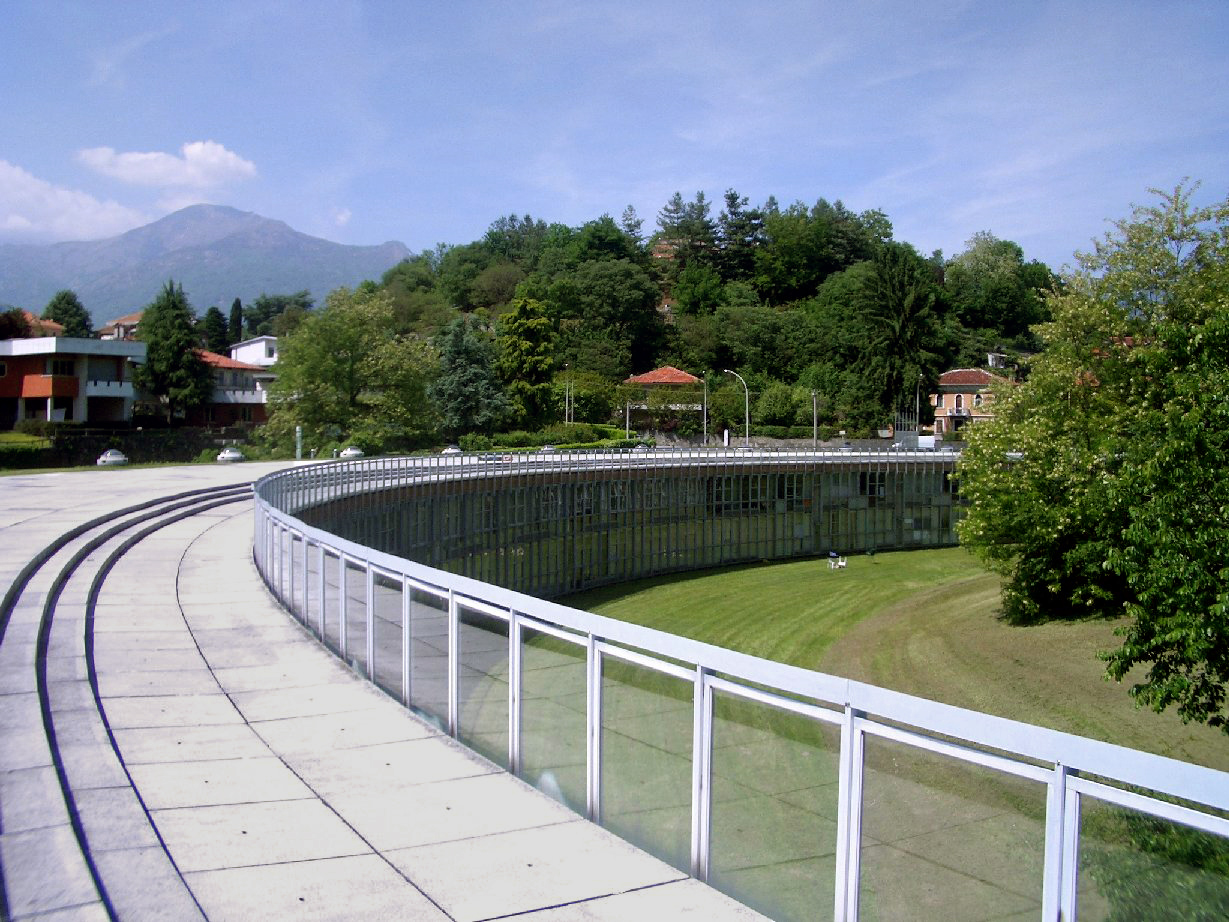
Unità Residenziale Ovest, detta Talponia

Inaugurato nel 2001, con l'intento di valorizzare il "lascito culturale" della Olivetti, che si distinse sin dagli anni cinquanta per i progetti d'avanguardia realizzati nel campo dell'urbanistica e dell'architettura industriale e civile (tutti sviluppati da architetti prestigiosi). Il percorso museale si snoda lungo la via Guglielmo Jervis e altri siti contigui. Gli edifici raccolti dal MAAM sono: Palazzo Uffici 1 e 2 (sede dell'Olivetti), le Officine e centrale termica ICO, l'asilo nido, la mensa, il centro studi, il quartiere residenziale Crist, l'Unità Residenziale Ovest, chiamata popolarmente Talponia (consistente in un complesso ad arco interrato da un lato e a vetrate aperte sulla collina dall'altro) e numerose altre abitazioni per dipendenti e dirigenti. Vicino al Palazzo Uffici 1, ha inizio il comune di Banchette, il cui quartiere moderno composto essenzialmente da palazzine, è stato proprio costruito negli anni '60 e '70 per conto dell'Olivetti, al fine di garantire un'abitazione per i propri dipendenti vicina al sito lavorativo. Un curioso edificio è quello chiamato La Serra. Ricorda la forma di una macchina per scrivere, che inizialmente conteneva al suo interno un caratteristico albergo, dove ogni "tasto da scrivere" rappresentava una camera dell'hotel; nell'edificio erano presenti anche una sala conferenze e una piscina ma nel tempo l'albergo è stato trasformato in miniappartamenti e la sala conferenze in cinema.

#### Laboratorio-Museo Tecnologic@mente
Inaugurato nel 2005 e gestito dalla Fondazione Natale Capellaro, illustra le storie delle tecnologie che hanno permesso a Olivetti di raggiungere la rilevanza mondiale nel settore della meccanica e dell'elettronica. Si possono ammirare molte macchine per scrivere tra cui l'Olivetti M1 e la Valentine, diverse macchine da calcolo meccaniche, come la Divisumma 24 e la Tetractys, e le macchine da calcolo elettriche ed elettroniche come l'Olivetti P101. Infine si possono trovare anche una mini storia del computer e un laboratorio di restauro. Una parte del museo è dedicata ai laboratori didattici per le scuole di ogni ordine e grado, che permettono ai giovani di scoprire le tecnologie passate e approfondire quelle attuali.

### Cucina

#### Torta Novecento
La torta 900 venne inventata alla fine dell'Ottocento dal mastro pasticciere eporediese Ottavio Bertinotti, per celebrare l'arrivo del nuovo secolo. Il brevetto venne tuttavia depositato solo nel 1972 e rilevato in seguito dalla pasticceria Balla, che tutt'oggi produce la torta dalla ricetta segreta. Questo è pertanto l'unico posto nel mondo dove è possibile degustare la torta Novecento originale. Il dolce è composto da due strati di Pan di Spagna al cioccolato separati da uno strato di crema al cioccolato, molto delicata e di difficile imitazione. La superficie è ricoperta da zucchero a velo.

#### Eporediesi
Gli eporediesi sono dei biscotti dalle origini ignote. Non hanno pertanto una ricetta ben definita, ma esistono numerose varianti. Hanno una forma appiattita e abbastanza larga, dall'aspetto screpolato e dalla consistenza particolare: l'esterno è infatti croccante, mentre il cuore è tenero. Gli ingredienti principali sono il cacao, le nocciole e le mandorle.

#### Polenta di Ivrea
È una piccola torta ideata nel 1922 dai fratelli Strobbia, i quali brevettarono in seguito la ricetta. Solitamente viene realizzata con piccole forme monoporzione, grandi quanto il palmo di una mano. La consistenza è morbida, mentre all'aspetto si presenta di colore marroncino, ma dal cuore giallo. Ciò è dovuto all'impiego della farina di mais e della fecola, mentre la colorazione esterna è dovuta alla sottile copertura a base di miele, succo d'arancia e granella.

#### Fagioli grassi
I fagioli grassi non sono esattamente un piatto tipico di Ivrea, ma dell'intero Canavese. Durante il carnevale viene venduto ai passanti (sia come assaggio sia da asporto) principalmente dalle società del Castellazzo e di Monte Navale. I fagioli grassi sono fagioli stufati cotti con la cotenna di maiale e con salamelle speziate. Si tratta di un piatto dalla lunga cottura, di circa 6 ore, che avviene all'interno di opportuni pentoloni di terracotta dall'elevata capienza (tofeje) posti sopra fornelli a legna. Il risultato è una zuppa dalla consistenza cremosa, ma con i fagioli ancora interi, da abbinare al vin brulé.

### Manifestazioni

#### Carnevale

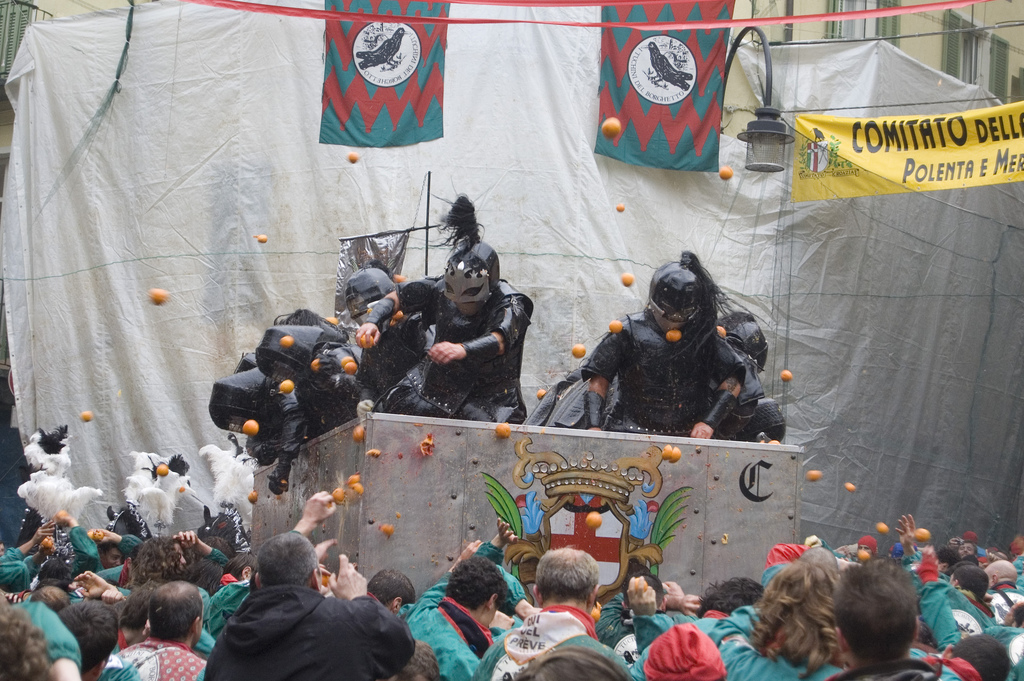
Carnevale di Ivrea: battaglia delle arance

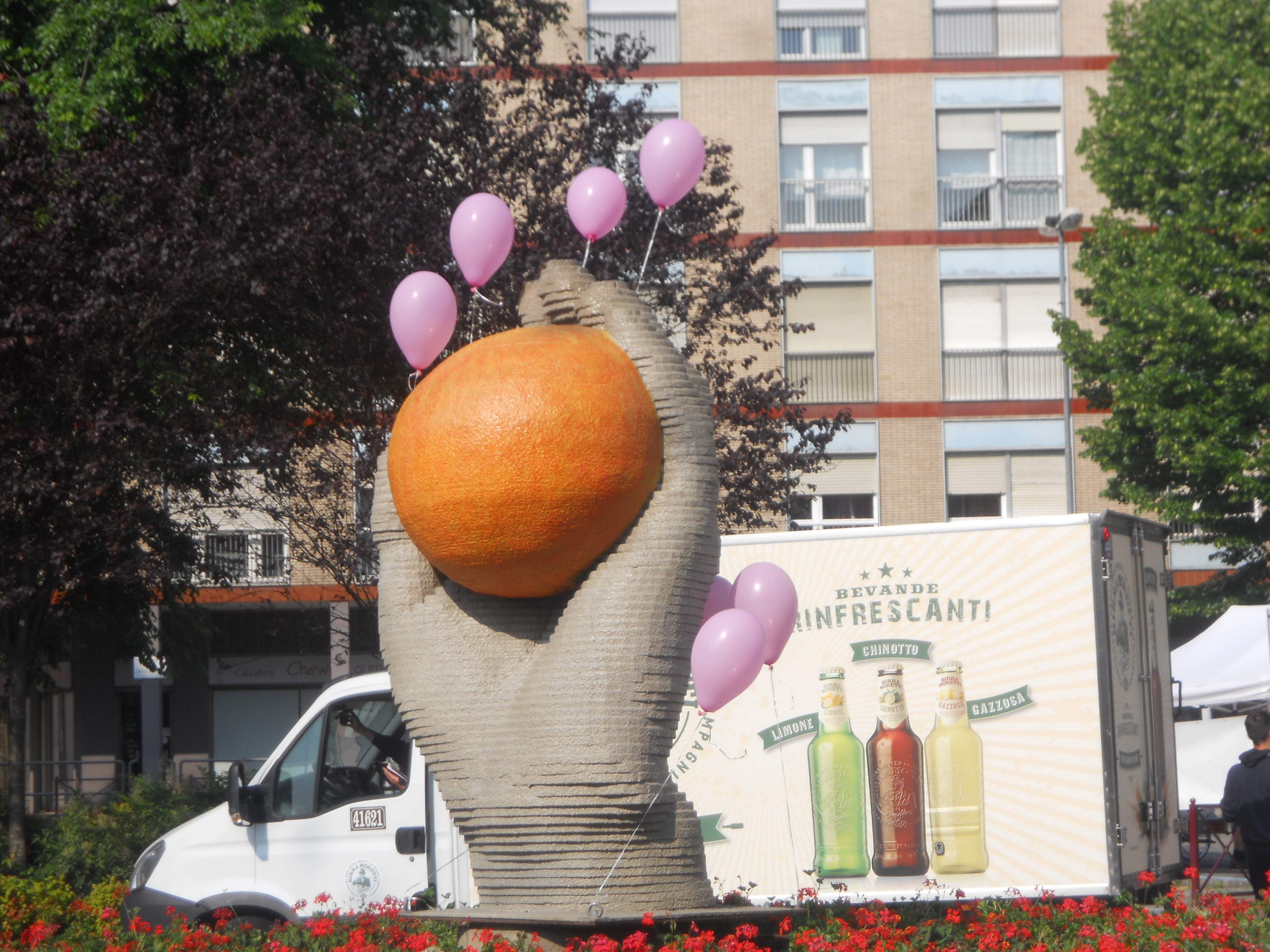
Monumento alla battaglia delle arance

Lo storico carnevale di Ivrea conosciuto per la celebre "battaglia delle arance" risale al 1808, anno in cui l'Impero Napoleonico ordinò di unificare i carnevali rionali in un'unica festa.
Altri elementi di rilievo sono rappresentati dal simbolo della rivolta giacobina caratterizzata dal berretto frigio indossato nel 1792, durante la rivoluzione francese simbolo di rinnovamento e libertà, dalle divise dell'esercito napoleonico, dai pifferi per concludersi con lo scarlo (palo rivestito di erica e ginepro) che viene fatto bruciare in un cerimoniale quale augurio di buon auspicio.
La leggenda su cui si costruisce gran parte del carnevale narra che Violetta, la figlia di un mugnaio promessa sposa a Toniotto, si ribella alle pretese del feudatario che reclama il diritto allo jus primae noctis. Fingendo di accettare l'invito dopo essersi recata nel castello di San Maurizio uccide il tiranno con un pugnale che aveva nascosto tra i capelli e dà il segnale al popolo che si solleva contro i nobili. Il popolo infatti viveva momenti difficili anche a causa delle tasse sul macinato e sul matrimonio. La spada con l'arancia posta nella sua sommità vuole rievocare la testa del tiranno ucciso.

#### San Savino
La festa del santo patrono di Ivrea, ovvero San Savino, si tiene il 7 luglio. Le maggiori celebrazioni sono legate alla fiera dei cavalli e includono una sfilata di carrozze d'epoca ed esibizioni equestri. Questa tradizione equestre si rafforza con quella carnevalesca in quanto i cavalli e il relativo artigianato vengono utilizzati nei momenti chiave del Carnevale.
Durante le celebrazioni di San Savino viene effettuato uno spettacolo pirotecnico (ben visibile dal lungo Dora), vengono allestite numerose bancarelle e un piccolo luna park nella zona del mercato.

#### La Passione di Cristo
Nel periodo pasquale il Comune, la Diocesi e l'associazione Il Diamante organizzano un percorso culturale che riattiva la perduta tradizione medioevale dello spettacolo popolare su tema religioso, culminante la vigilia della Domenica delle Palme nella Sacra Rappresentazione Medievale della Passione di Cristo. All'evento prendono parte circa 300 figuranti.

## Geografia antropica

### Quartieri e frazioni
Ivrea è suddivisa fra 26 quartieri e rioni: San Grato, Canton Vesco, Canton Vigna, La Sacca, Bellavista, Via Miniere-Via Jervis, zona Porta Torino-Stazione-Movicentro-Via Dora Baltea, Borghetto, Centro Storico, Crist, Porta Aosta-Sant'Antonio, San Pietro Martire, Via Sant'Ulderico, Lago Sirio, Prafagiolo, Canton Gabriel, Lago San Michele, Montodo-Monte della Guardia, Porta Vercelli, San Lorenzo, La Fiorana, San Giovanni, Canton Gillio, La Fornace, Torre Balfredo, San Bernardo.

## Economia

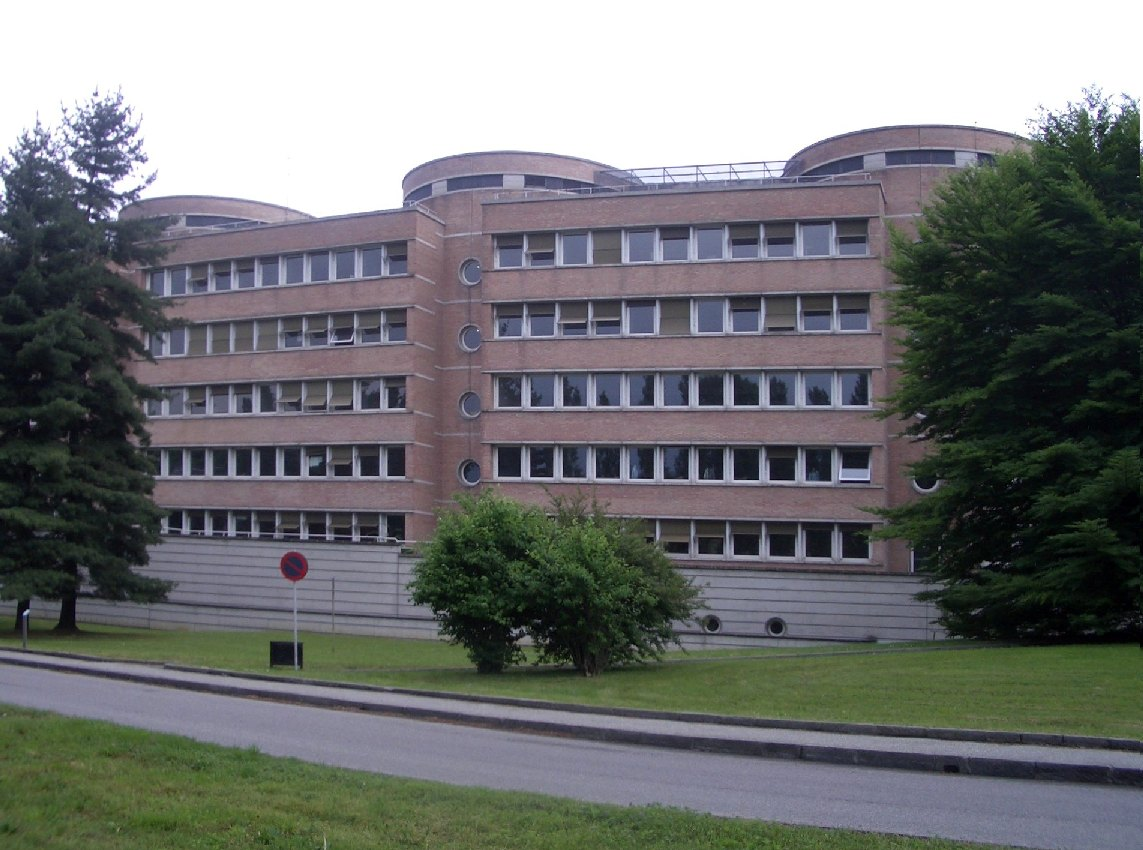
Palazzo uffici II

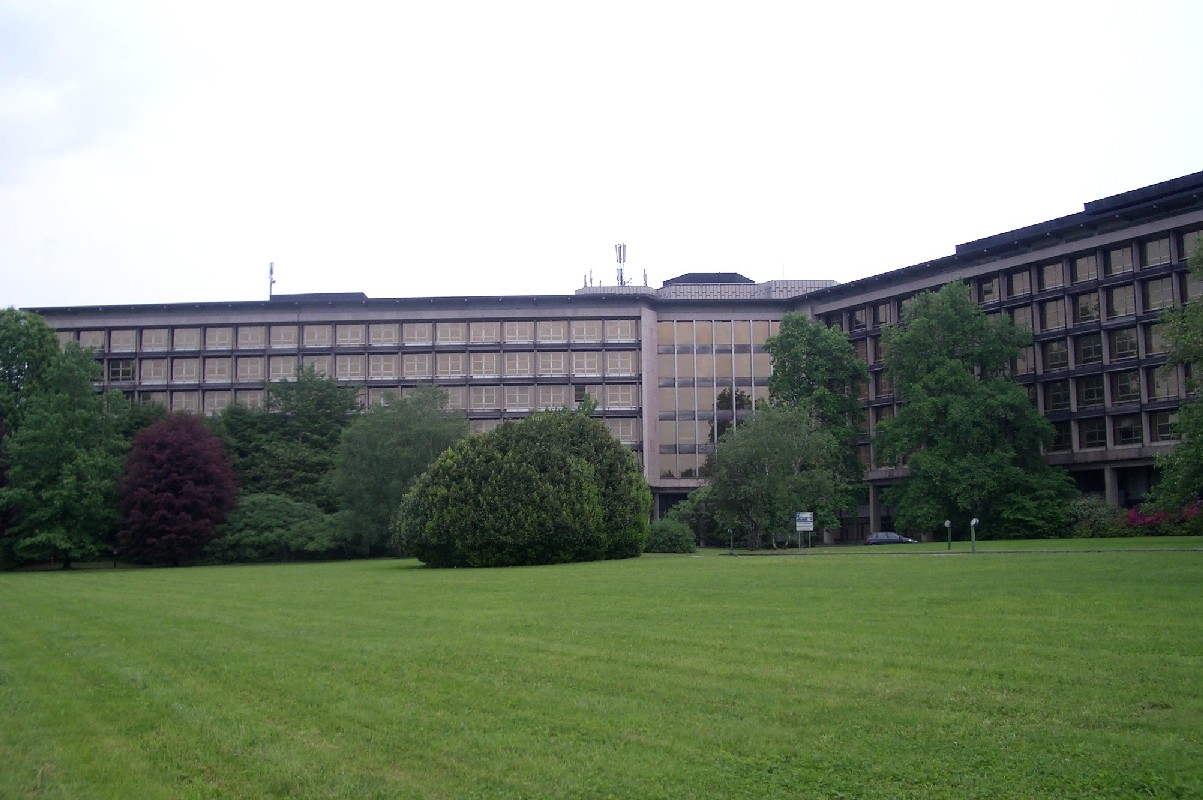
Palazzo uffici

Lo sviluppo socioeconomico di Ivrea, soprattutto nel secondo dopoguerra, fu legato in ampia misura alla crescita e alla politica sociale del gruppo Olivetti, avente in Ivrea il suo centro amministrativo e importanti insediamenti industriali. Con il declino della Olivetti a partire dalla fine degli anni novanta, Ivrea ha vissuto una sofferta riconversione della sua struttura economica e occupazionale, con una crescita della piccola e media industria e l'aumento delle attività terziarie. Attualmente nei dintorni di Ivrea vi sono numerose ditte di piccole dimensioni, ma di notevole contenuto tecnologico.
La città fu protagonista di un'interessante esperienza di governo locale, incentrata su ideali di federalismo e socialismo umanitario, esperienza del tutto singolare in Italia. La fabbrica fondata da Camillo Olivetti fin dalla sua nascita si distinse dal resto del panorama industriale italiano, non perseguendo soltanto il profitto, ma anche il progresso sociale e culturale dei suoi dipendenti. Al centro della "filosofia olivettiana" vi era innanzitutto il benessere dei suoi dipendenti. La Olivetti concedeva "orari flessibili" che permettessero ai dipendenti, prevalentemente padri di famiglie di origine contadina, di poter seguire la stagionalità della vita rurale, proseguendone le attività. Forniva borse di studio e, per le famiglie degli operai, giocattoli e doni per Natale. Il comprensorio industriale disponeva di una fitta rete di ambulatori medici per tutte le patologie, di asili nido, centri estivi, una mensa e una biblioteca. Offriva inoltre colonie estive sia marine sia montane (Brusson, Marina di Massa, Donoratico); e il tutto era a disposizione gratuitamente o a prezzi decisamente agevolati per i dipendenti e per i loro familiari. La "Spilla d'oro" Olivetti era un riconoscimento ai dipendenti più anziani, che accedevano così a far parte di una sorta di club, che forniva loro svariati servizi, tra cui la possibilità di trascorrere le vacanze estive in hotel convenzionati.

### Ivrea, città industriale del XX secolo

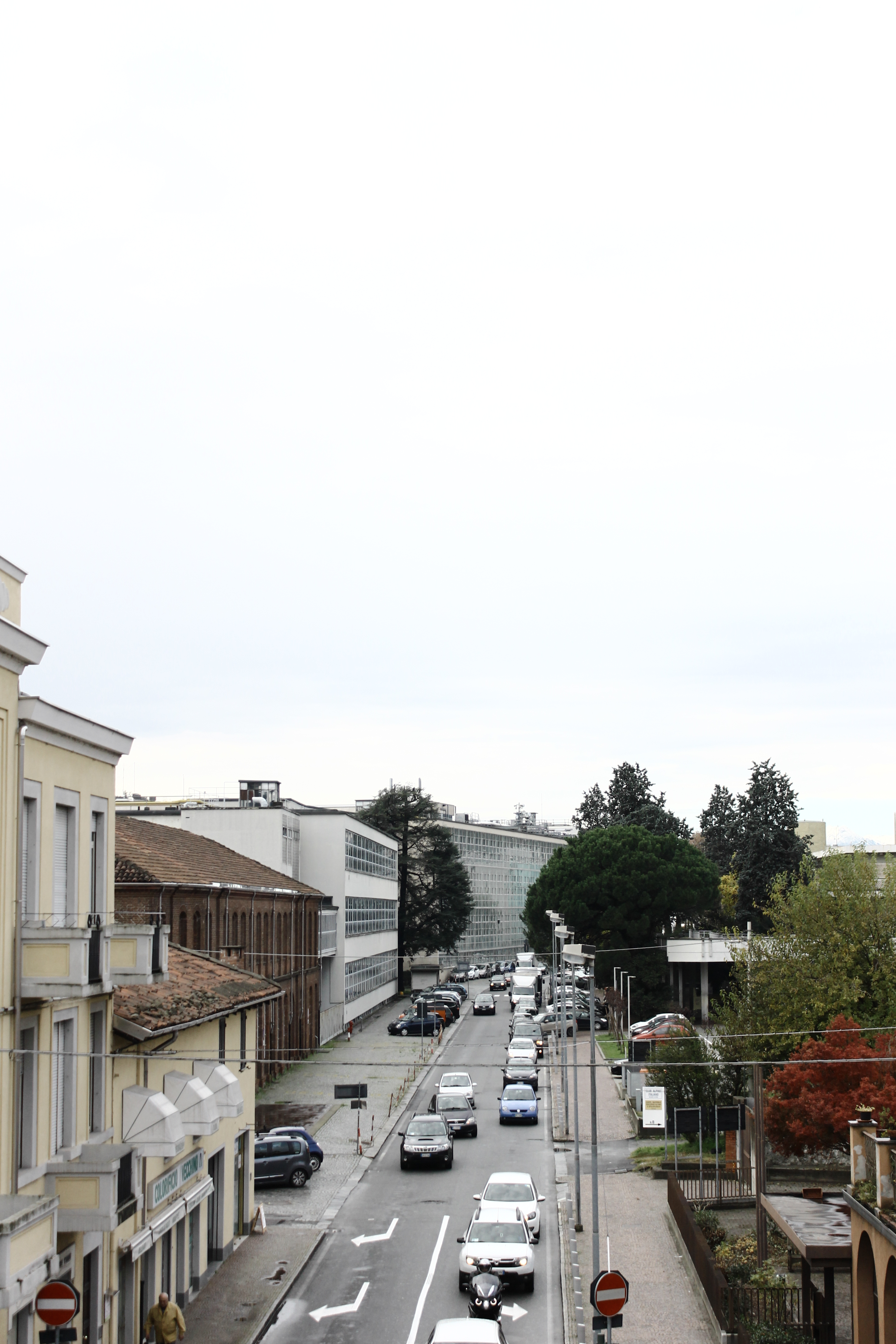
Veduta di Via Jervis, dove si sono sviluppate le officine della Olivetti

La città industriale di Ivrea è stata costruita tra gli anni 1930 e 1960 da Adriano Olivetti. Il patrimonio architettonico copre il 70% del perimetro urbanizzato di Ivrea, e costituisce un esempio di costruzioni residenziali, industriali e sociali. La città è frutto di molteplici sforzi intellettuali per conseguire l'idea socio-culturale di Olivetti, che chiamò a collaborare con sé i migliori urbanisti e architetti dell'epoca. Dal 2008 la Fondazione Adriano Olivetti, ha avviato la valorizzazione del patrimonio delle architetture moderne della città di Ivrea, culminata nel 2012 con l'inserimento di Ivrea città industriale del XX secolo nelle candidature alla lista dei patrimoni dell'umanità. Il dossier di candidatura e il piano di gestione sono stati consegnati nel gennaio 2016 all’UNESCO di Parigi, su indicazione del Consiglio Direttivo della Commissione Nazionale Italiana dell’UNESCO. "Ivrea, città industriale del XX secolo" è stata esaminata in occasione della 42ª sessione del Comitato per il Patrimonio Mondiale svoltasi nel giugno 2018 in Bahrein ed è quindi divenuta il 54º sito Unesco italiano.

## Infrastrutture e trasporti

### Strade
- Autostrada A5 Torino-Aosta-Monte Bianco.
- Raccordo autostradale A5-A4-A26 (collegamento tra l'A4 Torino-Milano-Trieste all'altezza di Santhià e l'A26 Genova-Gravellona Toce all'altezza di Vercelli; taglia in pieno l'anfiteatro morenico di Ivrea sull'asse est-ovest).
- Strada statale 26 Chivasso-Aosta.
- Strada statale 338 Ivrea-Biella.

### Ferrovie
La stazione di Ivrea è posta sulla ferrovia Chivasso-Aosta che la collega ad Aosta, Torino (Torino Porta Susa e Torino Porta Nuova), Chivasso e Novara.
La linea è a binario unico ed è elettrificata unicamente nel tratto Chivasso-Ivrea.
Ivrea era inoltre capolinea di una tranvia a vapore per Santhià, attiva tra il 1882 e il 1933.

### Mobilità urbana
Il servizio di trasporto urbano di Ivrea è gestito da GTT (Gruppo Torinese Trasporti), ed è costituito da 9 linee (linee 1, 1/, 2, 2/, 3, 4, 5, 6, 6/).
Sono anche presenti diverse linee di pullman che collegano la città con il resto del Canavese, nonché la Valle d'Aosta, Torino e Milano.

## Amministrazione

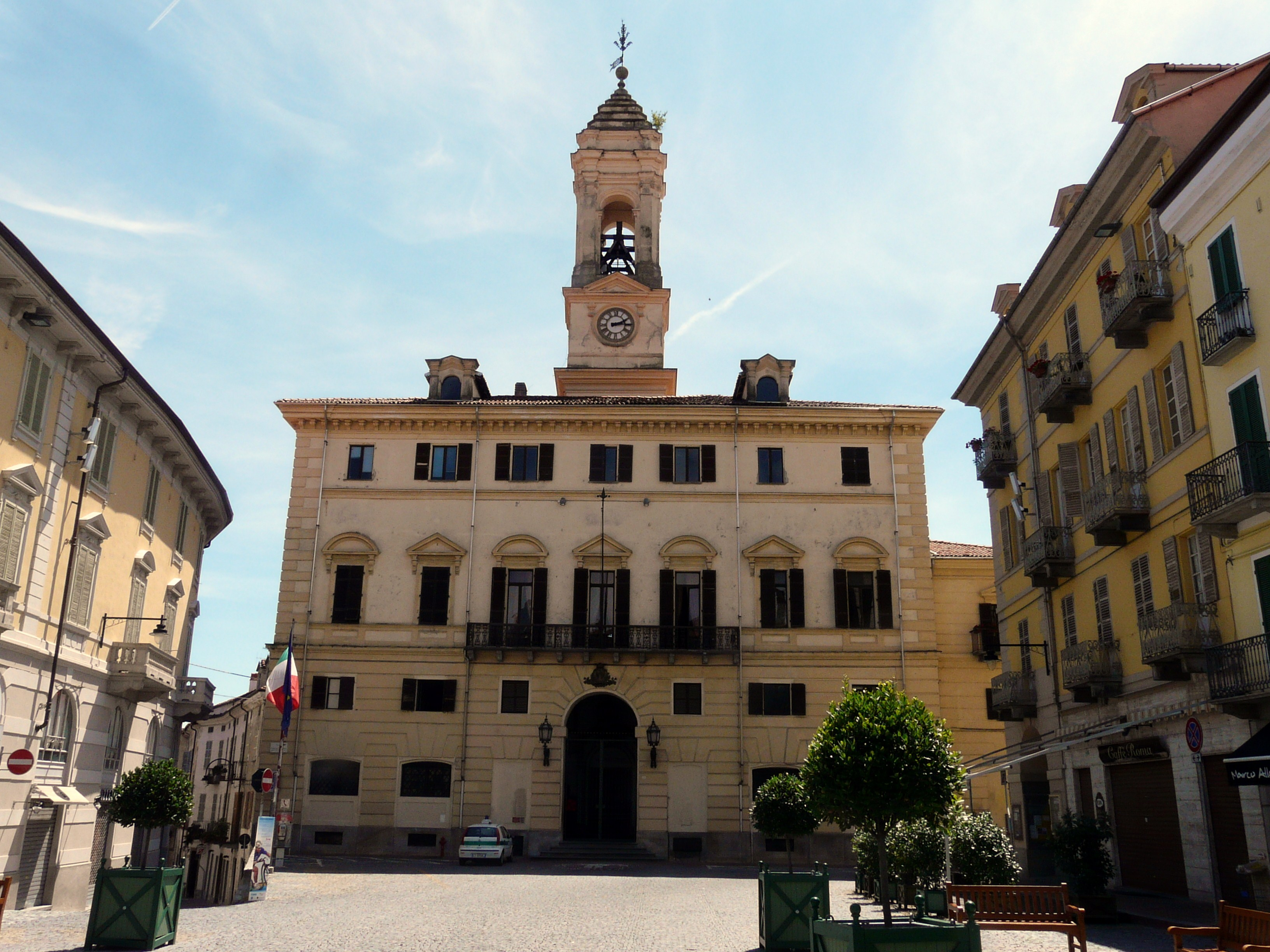
Il municipio di Ivrea

Gonfalone comunale

| Periodo | Periodo | Primo cittadino   | Partito                         | Carica  | Note |
| ------- | ------- | ----------------- | ------------------------------- | ------- | ---- |
| 1976    | 1979    | Luigi Barisione   | PCI                             | Sindaco |      |
| 1979    | 1993    | Roberto Fogu      | PSI                             | Sindaco |      |
| 1993    | 1994    | Alberto Stratta   | PSI                             | Sindaco |      |
| 1994    | 1998    | Giovanni Maggia   | Centrosinistra                  | Sindaco |      |
| 1998    | 2008    | Fiorenzo Grijuela | L'Ulivo                         | Sindaco |      |
| 2008    | 2018    | Carlo Della Pepa  | Partito Democratico             | Sindaco |      |
| 2018    | 2023    | Stefano Sertoli   | LN-FI-Civiche                   | Sindaco |      |
| 2023    |         | Matteo Chiantore  | Partito Democratico-M5S-Civiche | Sindaco |      |

### Gemellaggi
- Qaladiza [37]
- Chaumont

## Sport

### Calcio
Calcio a 11

La squadra di calcio dell'Ivrea nella stagione 1974-1975

- F.C. Ivrea 1905 che milita nel girone A di Promozione
- ASM San Bernardo
- Independiente Ivrea Calcio Femminile che milita nel campionato di Serie C di calcio femminile

Calcio a 5 Futsal
- Pro Ivrea Calcio S.C. milita nel Girone A della Serie D FIGC Piemonte e Valle d'Aosta

### Football americano
- Mastini Ivrea

### Volley
- IBS Ivrea Canavese Volley che nella stagione 2024/2025 milita nel campionato di Serie D Regionale  e gioca le sue partite alla palestra Antonicelli. Vincitrice di diversi campionati a livello giovanile, in passato ha anche partecipato al campionato di serie B nazionale.

### Bocce
- Gsro-Brb Ivrea campione d'Italia e d'Europa in carica.

### Basket
- Ivrea Basket Team
- Scuola Basket Lettera 22
- Eporedia Basket

### Rugby
- Ivrea Rugby - http://www.ivrearugby.it/

### Canoa
La città dispone di uno stadio della Canoa e ha ospitato nel tempo diverse competizioni di livello internazionale:
- Coppa del Mondo (Canoa discesa) 2007, 2008
- Coppa del Mondo (Canoa slalom) 2016, 2017 e 2024

È inoltre sede dell'Ivrea Canoa Club.

### Triathlon
- TreeHouse Triathlon Team
- SIRIO TriRace: competizione di triathlon su distanza olimpica del circuito nazionale della Federazione Italiana Triathlon

### Ciclismo
Giro d'Italia
Ivrea è stata attraversata numerose volte dal Giro d'Italia. Nel nuovo millennio in occasione della 13ª tappa dell'edizione 2006, la Alessandria > La Thuile. In occasione dell'edizione 2012, la 14ª tappa, Cherasco > Cervinia. Al Giro 2013, per la prima volta Ivrea ospitò un arrivo di tappa, la 16ª tappa, con partenza da Valloire, negli ultimi chilometri fu allestito un circuito. In occasione dell'edizione 2014, la 14ª tappa Agliè > Oropa ha previsto un passaggio. Nell'edizione 2015, la 20ª tappa Saint-Vincent > Sestriere, passò da Ivrea. Infine nell'edizione 2019, per la prima volta Ivrea ospita una partenza di tappa, la 15ª, con arrivo previsto a Como.
Tour de France
Anche il Tour de France ha avuto la città di Ivrea quale sede di tappa: nella 18ª tappa dell'edizione del 1996, la corsa partì dal comune piemontese per tornare in Francia, con arrivo a Chamonix e vittoria del lussemburghese Edy Schutz.

### Rally
- Rally d'Ivrea, competizione automobilistica nata nel 1992 per il Rallysprint e conclusasi nel 1995 per la Nazionale Coppa Italia.
- Rally Storico Virgilio Conrero, competizione rallystica con vetture storiche come Lancia Stratos e Porsche 911.

### Scherma
- Sede del circolo "Giuseppe Delfino", che offre corsi di scherma per bambini e adulti. Presidente il sopracitato Andrea Bermond.

### Varie
- Società Scacchistica Eporediese Bellavista.[39]
- Corsa Ivrea-Mombarone: ogni anno verso la metà di settembre e da più di un trentennio, si svolge una gara di corsa in salita che, a partire dalla piazza di Ivrea a 271 m s.l.m., sale lungo le pendici del Mombarone fino alla sua cima a 2371 m (quindi con un dislivello totale di 2100 metri).[40][41]
- Torneo di Nando: ogni anno tra giugno e luglio su svolge un torneo amatoriale di calcio a 5, che si svolge in Piazza Vittorio Emanuele e attira squadre da tutta la provincia e oltre. Giunto alla sua XVIII Edizione.
- Dal 2009 al 2011 Ivrea ha ospitato i Teva Extreme Outdoor Games, manifestazione multidisciplinare di sport all'aria aperta.